# Homoneura intermedia
Homoneura intermedia är en tvåvingeart som beskrevs av Malloch 1929. Homoneura intermedia ingår i släktet Homoneura och familjen lövflugor. Inga underarter finns listade i Catalogue of Life.